# Société minière de Boké
Pour les articles homonymes, voir SMB.
La Société minière de Boké ou SMB est l'une des principales entreprises de la République de Guinée. Elle est créée en 2014.
Elle évolue principalement dans l'exploitation de la Bauxite dans la région de Boké cohabitant avec la CBG avec un port à Dapilon.

## Production
La société minière de Boké a produit en 2018 plus de 36 millions de tonnes.